# Ostrava
Ostrava (/ˈɔs.tra.va/, en polonais : Ostrawa, en allemand : Ostrau, autrefois Mährisch-Ostrau) est une ville du Nord-Est de la Tchéquie, la capitale de la région de Moravie-Silésie et le chef-lieu du district d'Ostrava-Ville. Sa population s'élevait à 284 765 habitants en 2024.
Située à la confluence de deux rivières, au débouché de la Porte de Moravie, ce fut dès l'Antiquité un lieu de passage important. En raison de la richesse de ses mines de charbon, elle fut aux XIXe et XXe siècles un des grands bassins sidérurgiques d'Europe centrale.

## Étymologie
Ostrava a été nommée d'après le fleuve Ostrá aujourd'hui appelé Ostravice.

## Géographie
Ostrava se trouve à l'extrême nord-est de la Moravie, à l'est de la Bohême, entre le bassin des Sudètes et les Beskides, au débouché nord de la Porte de Moravie, col qui formait la frontière historique entre la Moravie et la Silésie.
Elle est située à une dizaine de kilomètres de la frontière polonaise, à une cinquantaine de kilomètres de la frontière slovaque et à 276 km à l'est-sud-est de Prague.
Ostrava est aussi à la confluence de la rivière de Lučina et de l’Ostrawitza (Ostravice), qui se déverse à son tour en aval, via l’Oppa (Opava) et la Porubka, dans l’Oder.
La commune est limitée par Dobroslavice, Děhylov, Hlučín, Ludgeřovice et Šilheřovice au nord, par Bohumín, Rychvald, Petřvald et Šenov à l'est, par Vratimov au sud-est, par Paskov, Krmelín et Stará Ves nad Ondřejnicí au sud, et par Jistebník, Klimkovice, Vřesina, Čavisov, Dolní Lhota et Velká Polom à l'ouest.

## Histoire
| Appartenances historiques Margraviat de Moravie/ Duché de Ratibor 1267-1290 Margraviat de Moravie/ Duché de Teschen 1290-1335 Margraviat de Moravie/ Principauté de Teschen 1335-1742 Margraviat de Moravie/ Silésie autrichienne (Principauté de Teschen) 1742-1919 Tchécoslovaquie 1919–1939 Protectorat de Bohême-Moravie 1939–1945 Tchécoslovaquie 1945–1993 Tchéquie 1993–présent |

Ostrava s'est formée à partir de quelques campements à la confluence de l’Ostravice et de l’Oder. La Route de l'ambre, passée la Porte de Moravie, aboutissait en ce lieu. La présence de la tribu slave des Holasici est attestée dans le bassin de l’Ostrava depuis au moins le Xe siècle. La région était auparavant occupée par des Germains, et encore antérieurement par des Celtes.
L’Oder et l’Ostravice ont formé pendant des siècles une frontière naturelle entre Moravie et Silésie. À la confluence de l’Ostravice et de l’Oder, se trouvent sur les deux rives des villages s'appelant Ostrava. La localité de Polska Ostrawa est mentionnée pour la première fois dans les sources écrites en 1229. Moravská Ostrava (Mährisch Ostrau) apparaît en 1267 dans les chroniques, et obtient en 1279 une charte. En 1297, Polska Ostrava doit accepter la construction du château fort des Piast de Silésie. Tout au long du Moyen Âge, de nombreux colons germanophones s'établissent en ville.

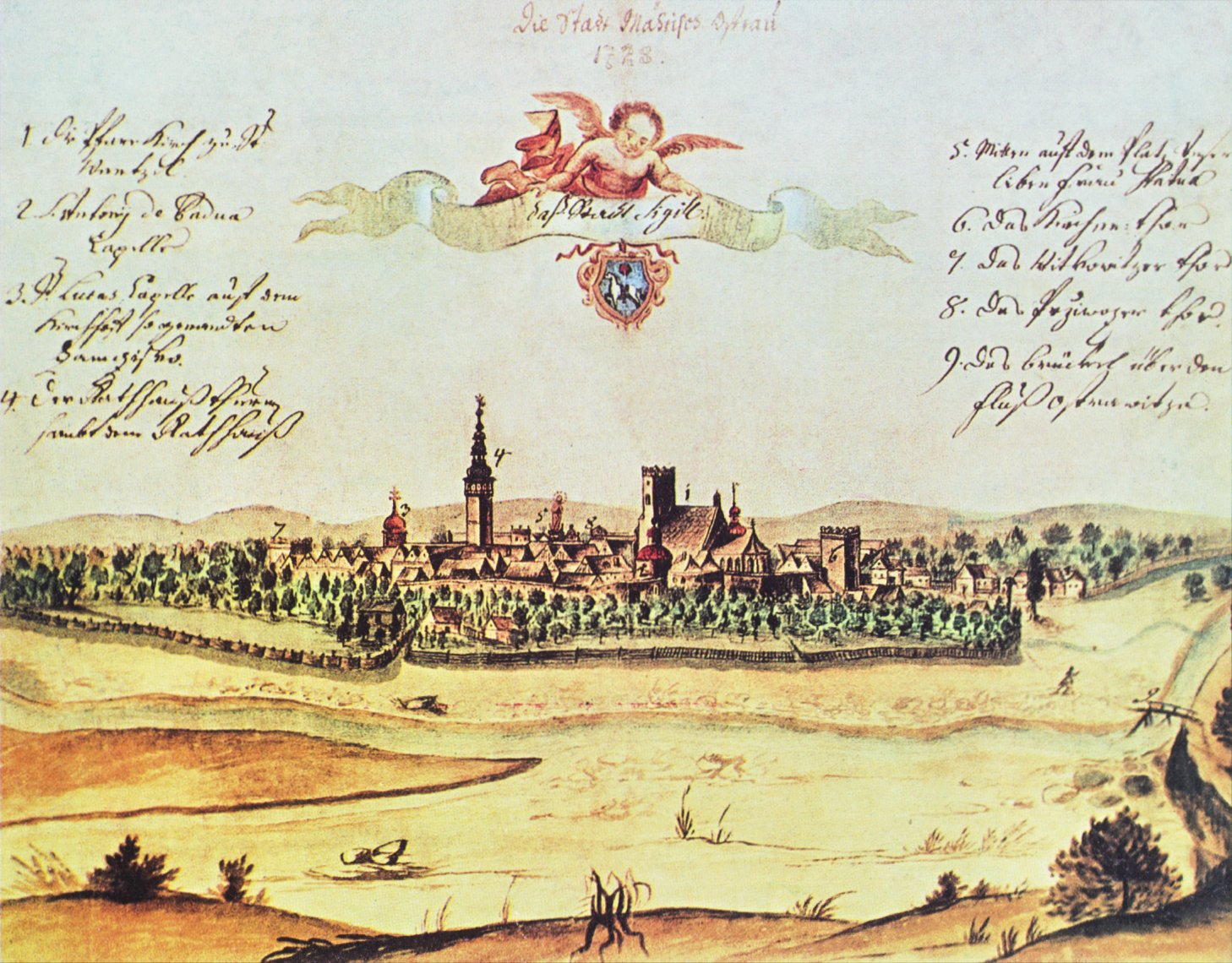
Mährisch-Ostrau en 1728.

La ville de Mährisch-Ostrau brille d'un rayonnement mineur jusqu'à la fin du XVIIIe siècle : en 1794 elle ne compte encore que 1 578 habitants, alors qu'en 1869 sa population atteint 6 881 habitants. Le développement urbain et économique résulte du creusement des premières mines de charbon dans la région à partir de 1763.
En 1828, l'archiduc et cardinal Rodolphe d'Autriche fonde les Forges Rudolf (Rudolfshütte) à Vítkovice. Après son décès trois ans plus tard, ces usines sont rachetées par la suite par le banquier Salomon Mayer von Rothschild et aussitôt rebaptisées en Forges de Witkowitz (Witkowitzer Eisenwerke). Ostrava devient le cœur du bassin sidérurgique et minier de Bohême.
Selon les recensements, la population passe de 13 448 habitants (1880) à 19 240 (1890), puis à 30 116 (1900) et 36 754 (1910). Toute la région connaît d'ailleurs la même explosion de peuplement : de 18 711 (1843) la population bondit à 186 613 en quelques décennies (1910). Un tel bouleversement s'explique par un exode rural massif, non seulement depuis les campagnes moraves, mais aussi et peut-être surtout de Galicie, l'unité de nationalité facilitant la chose. Cet exode s'accompagne de troubles sociaux et de difficultés socio-économiques sérieuses.
Mährisch-Ostrau est rattachée à la Marche de Moravie et Polnisch-Ostrau au duché de Silésie.
Jusqu'en 1918, la ville de Mährisch Ostrau - Moravska Ostrava (nom bilingue seulement après 1867) fait partie de la monarchie autrichienne (empire d'Autriche), puis Autriche-Hongrie (Cisleithanie après le compromis de 1867), chef-lieu du district de même nom, l'un des trente-quatre Bezirkshauptmannschaften en Moravie. Polnisch Ostrau - Polska Ostrava est en revanche dans la Silésie autrichienne, district de Freistadt - Frysztat (Fryštát). Cette ville nouvelle n'eut son bureau de poste qu'en 1884

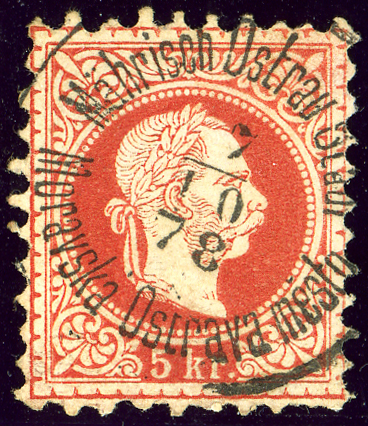
Oblitération bilingue du bureau de poste de la ville morave, en 1878.

De 1919 à 1939, elles sont rattachées à la Tchécoslovaquie, la partie orientale de la ville prenant le nom de Slezská Ostrava (Ostrava-de-Silésie). Au 1er janvier 1924, les faubourgs de Mariánské Hory, Přívoz et Vítkovice, ainsi que trois autres communes (Hrabůvka (Petit Grabau), Nová Ves (Neuville) et Zábřeh nad Odrou sont incorporées à Moravská Ostrava.
De 1939 à 1945, Mährisch-Ostrau et Schlesisch-Ostrau, en tant que villes du Protectorat de Bohême-Moravie, sont annexées au Reich allemand. En 1941, Mährisch Ostrau et Schlesisch Ostrau sont officiellement réunies. Au cours de la Seconde Guerre mondiale, le bassin industriel est une cible privilégiée des attaques aériennes alliées.
Le 30 avril 1945, les unités du quatrième front ukrainien du général Andreï Ieremenko libèrent la ville.
En 1945, les quartiers germanophones sont évacués à la suite des décrets Beneš. Deux cents prisonniers allemands sont exécutés. Les quartiers sont repeuplés par ceux que les autorités appelèrent « rapatriés » : des familles venant du sud de la Moravie, de Slovaquie, et des Roms.
Avec la dissolution du CAEM, les industries chimiques et métallurgiques, déjà affectées par les mesures anti-pollution, sont frappées par la crise. La fermeture du dernier puits d'extraction de charbon, à Přívoz, a lieu le 30 juin 1994. Les hauts-fourneaux de Vítkovice s'éteignent le 27 septembre 1998.

## Population
Recensements (*) ou estimations de la population :
| 1869*  | 1880*  | 1890*  | 1900*   | 1910*   | 1921*   | 1930*   | 1950*   |
| ------ | ------ | ------ | ------- | ------- | ------- | ------- | ------- |
| 38 598 | 56 128 | 84 492 | 144 550 | 186 084 | 198 438 | 219 528 | 215 791 |

| 1961*   | 1970*   | 1980*   | 1991*   | 2001*   | 2011    | 2015    | 2016    |
| ------- | ------- | ------- | ------- | ------- | ------- | ------- | ------- |
| 254 297 | 297 171 | 322 073 | 327 371 | 316 744 | 302 456 | 293 312 | 292 681 |

| 2017    | 2018    | 2019    | 2020    | 2021    | 2022    | 2023    | 2024    |
| ------- | ------- | ------- | ------- | ------- | ------- | ------- | ------- |
| 291 634 | 290 450 | 289 128 | 287 968 | 284 982 | 279 791 | 283 504 | 284 765 |

## Économie

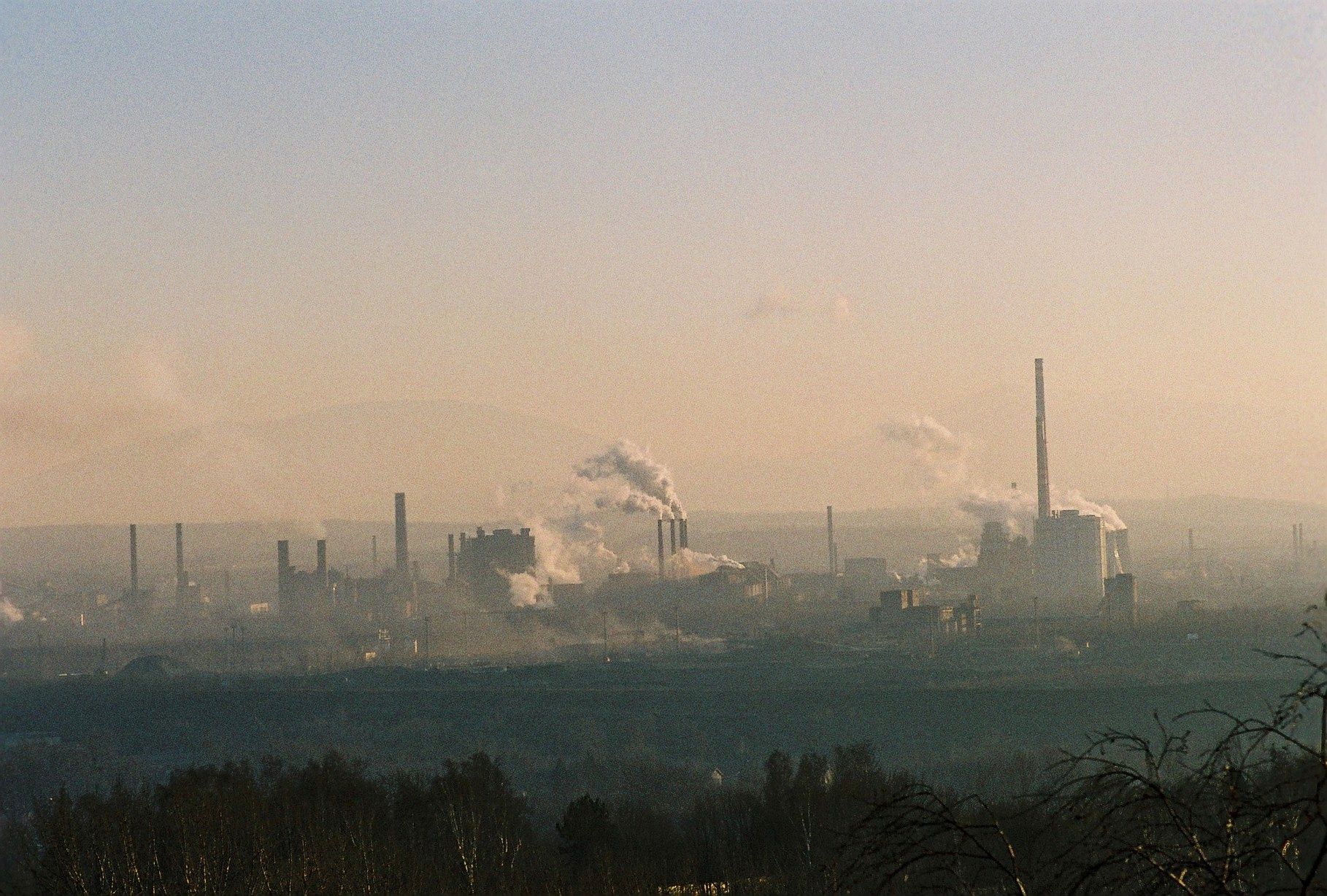
Les usines sidérurgiques Nová huť (Ostrava).

Ostrava est une ville au prestigieux passé industriel et minier. Ainsi la région entre Ostrava et Karviná est un grand bassin industriel. Par suite de la concentration de l'industrie lourde (traitement du charbon, usines sidérurgiques, mécanique lourde, cokeries, centrales électriques, usines à gaz, complexe chimique), les conditions environnementales se sont fortement dégradées. Hormis Ostrava, le « cœur d'acier de la république » (en tchèque ocelové srdce republiky) comme on l'appelait sous l'ère communiste, les grandes villes ouvrières de la région sont Karviná, Orlová, Bohumín (pour l'acier et les laminoirs) ; d'autres villes, plus modestes, dépendent entièrement de cette activité industrielle sur le plan économique.

## Monuments et patrimoine
- Nouvel hôtel de ville
- Cathédrale Saint-Sauveur
- Église Saint-Jean-Baptiste
- Église Saint-Joseph
- Église Saint-Wenceslas (XIIIe siècle)

## Culture
Ostrava a accueilli plusieurs tournois d'échecs internationaux dans l'entre-deux-guerres (1923, 1930, 1933), et plus récemment les championnats du monde d'athlétisme juniors le 13 juillet 2007. À Ostrava même, on trouve quatre théâtres, six musées, un jardin zoologique. Dans son agglomération on peut trouver six musées dont le Musée de la mine (Hornické muzeum).
Le campus de l’université Technique d'Ostrava est depuis 1964 l’héritier de l'ancienne école des mines installée à Poruba depuis 1849.
Depuis 2002, un festival musical, Colours of Ostrava y est organisé. Les concerts sont repartis sur plusieurs sites dans le centre-ville (neuf scènes en 2008). C'est l'un des plus grands de Tchéquie.
La vie nocturne d'Ostrava est essentiellement concentrée dans la rue Stodolni.
Le Divadlo Petra Bezruče, est un théâtre important de la ville ainsi que le Národní divadlo moravskoslezské.

## Personnalités
- Dája Bedáňová (née en 1983), joueuse de tennis
- Milan Baroš (né en 1981), footballeur
- René Bolf (né en 1974), footballeur
- Rajko Doleček (1925-2017), professeur de médecine et animateur d'émissions télévisées
- Hermann Dostal (1874-1930), compositeur
- Ota Filip (né en 1930), écrivain
- Tomáš Galásek (né en 1973), footballeur
- Leoš Janáček (1854-1928), compositeur
- Patricia Janečková (1998-2023), chanteuse d'opéra
- Marek Jankulovski (né en 1977), footballeur
- Filip Kuba (né en 1976), joueur de hockey sur glace
- Ivan Lendl (né en 1960), joueur de tennis
- Artur London (1915-1986), militant communiste, vice-ministre, écrivain
- Martin Mainer (né en 1959), artiste
- Marek Malík (né en 1975), joueur de hockey sur glace
- Roman Polak (né en 1986), joueur de hockey sur glace
- Jiří Rusnok (né en 1960), président du gouvernement
- Tarra White (née en 1987), actrice pornographique
- Karel Loprais (1949-2021), pilote automobile

## Jumelages
La ville d'Ostrava est jumelée avec :
| Ville | Ville      | Pays | Pays        | Période                   |
| ----- | ---------- | ---- | ----------- | ------------------------- |
|       | Coventry,  |      | Royaume-Uni | depuis 1957               |
|       | Dresde     |      | Allemagne   | depuis 1971               |
|       | Gaziantep, |      | Turquie     | depuis le 9 novembre 2012 |
|       | Katowice   |      | Pologne     |                           |
|       | Košice     |      | Slovaquie   |                           |
|       | Le Pirée   |      | Grèce       |                           |
|       | Miskolc    |      | Hongrie     |                           |
|       | Oural      |      | Kazakhstan  |                           |
|       | Pittsburgh |      | États-Unis  |                           |
|       | Shreveport |      | États-Unis  |                           |
|       | Soumy      |      | Ukraine     |                           |
|       | Split      |      | Croatie     |                           |

## Climat
| Mois                                  | jan.       | fév.       | mars       | avril     | mai       | juin      | jui.      | août      | sep.      | oct.      | nov.       | déc.       | année      |
| ------------------------------------- | ---------- | ---------- | ---------- | --------- | --------- | --------- | --------- | --------- | --------- | --------- | ---------- | ---------- | ---------- |
| Température minimale moyenne (°C)     | −3,5       | −2,9       | −0,1       | 3,6       | 8,1       | 11,9      | 13,6      | 13,2      | 9,4       | 5,6       | 2          | −1,9       | 4,9        |
| Température moyenne (°C)              | −1,2       | 0,3        | 4,1        | 9,2       | 13,8      | 17,5      | 19,4      | 19,2      | 14,4      | 9,6       | 4,8        | 0,2        | 9,3        |
| Température maximale moyenne (°C)     | 1,3        | 3,6        | 8,4        | 14,9      | 19,5      | 23,2      | 25,3      | 25,3      | 19,6      | 13,8      | 7,7        | 2,4        | 13,7       |
| Record de froid (°C) date du record   | −29,3 1985 | −24,7 1986 | −21,9 1986 | −7,8 2020 | −3 1980   | 1,2 1990  | 4,2 2015  | 3,8 1987  | −0,6 2018 | −7,6 2003 | −18,7 1988 | −25,8 1996 | −29,3 1985 |
| Record de chaleur (°C) date du record | 14,2 1993  | 17,3 1990  | 22,8 2021  | 29 2012   | 31,9 2005 | 35,2 2016 | 36,7 1994 | 36,9 2013 | 33,7 2015 | 26,2 1985 | 22,5 2008  | 16,7 1989  | 36,9 2013  |
| Précipitations (mm)                   | 26,4       | 25,9       | 32,7       | 43,8      | 82,9      | 93        | 90,3      | 69,7      | 72,7      | 52,8      | 46,1       | 30,8       | 667        |
| Nombre de jours avec précipitations   | 6,8        | 7          | 7,8        | 8         | 10,6      | 10,7      | 10,7      | 9         | 9,1       | 8,2       | 7,9        | 7,3        | 103,1      |

| Diagramme climatique                                  |             |             |             |             |            |              |              |             |             |          |             |
| J                                                     | F           | M           | A           | M           | J          | J            | A            | S           | O           | N        | D           |
| 1,3−3,526,4                                           | 3,6−2,925,9 | 8,4−0,132,7 | 14,93,643,8 | 19,58,182,9 | 23,211,993 | 25,313,690,3 | 25,313,269,7 | 19,69,472,7 | 13,85,652,8 | 7,7246,1 | 2,4−1,930,8 |
| Moyennes : • Temp. maxi et mini °C • Précipitation mm |             |             |             |             |            |              |              |             |             |          |             |